# Квачадзе Зінаїда Арсенівна
Зінаїда Арсенівна Квачадзе (25 вересня 1921, місто Батумі, тепер Грузія — 2005, місто Тбілісі, Грузія) — грузинська радянська державна діячка, секретар ЦК КП Грузії, заступник голови Ради міністрів Грузинської РСР та міністр торгівлі Грузинської РСР. Член ЦК КП Грузії. Депутат Верховної ради Грузинської РСР 4—11-го скликань.

## Життєпис
Член ВКП(б) з 1942 року.
У 1943 році закінчила будівельний факультет Грузинського політехнічного інституту імені С. М. Кірова.
У 1943—1944 роках працювала в Карельському районі Грузинської РСР.
У 1944 році — інструктор Тбіліського міського комітету ЛКСМ Грузії.
У 1944—1945 роках — секретар Першотравневого районного комітету ЛКСМ Грузії міста Тбілісі; секретар, 2-й, 1-й секретар Сталінського районного комітету ЛКСМ Грузії міста Тбілісі.
У 1945—1950 роках — секретар Тбіліського міського комітету ЛКСМ Грузії з пропаганди та агітації.
У 1950 році — 2-й секретар Тбіліського міського комітету ЛКСМ Грузії.
У 1950—1953 роках — 2-й секретар, у 1953 — липні 1955 року — 1-й секретар Кіровського районного комітету КП Грузії міста Тбілісі.
У 1955 — січні 1956 року — секретар Тбіліського міського комітету КП Грузії.
21 січня 1956 — 29 травня 1957 року — секретар ЦК КП Грузії.
21 травня 1957 — 19 грудня 1962 року — заступник голови Ради міністрів Грузинської РСР. Одночасно 21 травня — 27 листопада 1957 року — міністр торгівлі Грузинської РСР.
21 грудня 1962 — 21 червня 1976 року — секретар Президії Верховної ради Грузинської РСР.
Із 1976 року — секретар Грузинської республіканської ради професійних спілок.
Потім — на пенсії в місті Тбілісі. Померла у березні 2005 році в Тбілісі.

## Нагороди
- орден Леніна (7.08.1960)
- три ордени Трудового Червоного Прапора (2.04.1966, 9.09.1971, 1976)
- орден Дружби народів (1981)
- орден «Знак Пошани» (1948)
- орден Честі (Грузія)
- медалі